# Farnetta
Farnetta is een plaats (frazione) in de Italiaanse gemeente Montecastrilli.